# Tabla de Carnéades

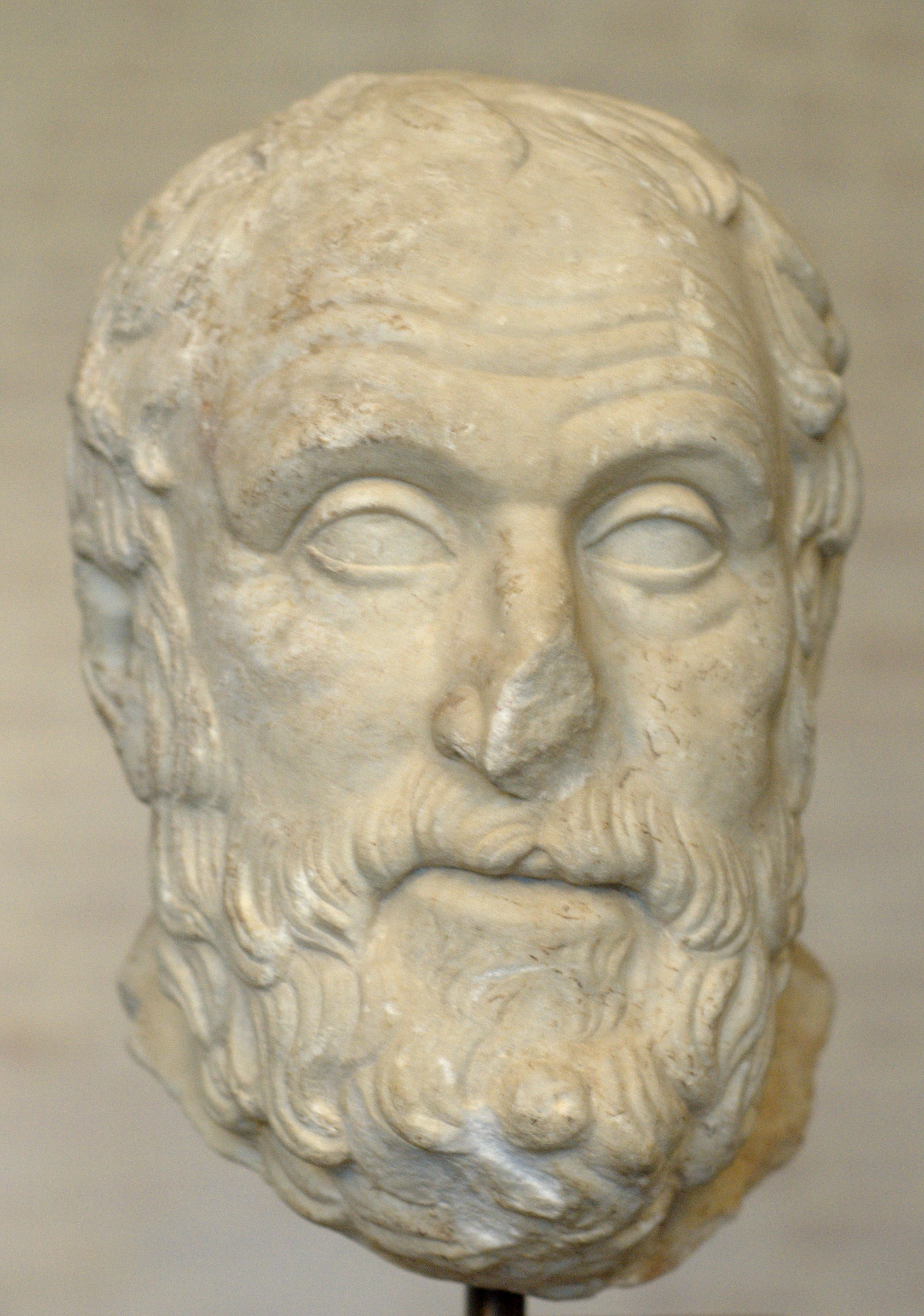
Busto romano del filósofo Carnéades (215–129 BC).

En ética, la tabla de Carneades es un experimento mental propuesto por primera vez por Carnéades de Cirene que explora el concepto de defensa propia en lo referente al asesinato. En el experimento mental, hay dos marineros naufragados, A y B. Ambos ven una tabla en la que se puede apoyar solamente uno de ellos y ambos nadan hacia ella. El marinero A consigue llegar a la tabla primero. El marinero B, que va a ahogarse, empuja a A lejos de la tabla y, así, hace en última instancia que A se ahogue. El marinero B consigue la tabla y se salva más adelante gracias a un equipo de rescate. El experimento mental plantea la cuestión de si el marinero B puede ser acusado de asesinato porque si B tenía que matar a A para vivir, podría ser interpretado como un caso de defensa propia. El caso de los exploradores de cavernas del filósofo legal Lon Fuller es una exploración similar de la moralidad y la legalidad in extremis. 

## En la vida real
En el Derecho inglés el caso de R. v. Dudley y Stephens (1884), en el que tras un naufragio unos marinos mataron a otro con fines de canibalismo de supervivencia, estableció que la necesidad no es una defensa contra el cargo de asesinato.